# Daniela Santiago
Pour les articles homonymes, voir Santiago (homonymie).
Daniela Santiago Villena, née le 1er avril 1982 à Malaga en Espagne, est une mannequin et actrice espagnole, connue pour avoir interprété le rôle de Cristina Ortiz dans la série télévisée Veneno en 2020.

## Carrière
Peu avant ses 18 ans, elle s'installe à Madrid et commence sa carrière de mannequin. Par la suite, elle revient vivre à Malaga en travaillant comme maquilleuse professionnelle jusqu'à ce qu'un ami l'encourage à postuler pour le casting d'une série. Elle est retenue au casting et c'est son premier rôle principal dans la série créée par Javier Ambrossi et Javier Calvo avec le soutien d'Atresmedia, sur la vie de La Veneno,. Elle incarne Cristina au milieu de sa vie, partageant le rôle principal aux côtés des actrices Jedet Sánchez et Isabel Torres. Elle reçoit le prix Ondas en 2020 dans la catégorie de la meilleure interprète féminine de fiction nationale ainsi qu'une nomination pour la meilleure actrice principale aux Prix Feroz et une autre pour la meilleure performance féminine aux Prix Forqué,,.